# (8454) 1981 EG1
(8454) 1981 EG1 là một tiểu hành tinh vành đai chính. Nó được phát hiện bởi Henri Debehogne và Giovanni de Sanctis ở Đài thiên văn La Silla ở Chile, ngày 5 tháng 3 năm 1981.